# Кику
Ки́ку (эст. Kiku) — деревня в волости Кадрина уезда Ляэне-Вирумаа, Эстония. 

## География и описание
Расположена в 15 километрах к юго-западу от уездного центра — города Раквере — и в 5 километрах к югу от волостного центра — посёлка Кадрина. Высота над уровнем моря — 108 метров.
Климат умеренный. Официальный язык — эстонский. Почтовый индекс — 45216.

## Население
По данным переписи населения 2021 года, в Кику насчитывалось 99 жителей, из них 92 (93,9 %) — эстонцы.
По данным переписи населения 2011 года, в деревне проживали 92 человека, из них 90 (97,8 %) — эстонцы.
Численность населения деревни Кику по данным Департамента статистики:
| Год  | 2000 | 2011 | 2017  | 2018  | 2019 | 2020  | 2021 |
| ---- | ---- | ---- | ----- | ----- | ---- | ----- | ---- |
| Чел. | 106  | ↘ 92 | ↗ 106 | ↘ 101 | ↘ 91 | ↗ 101 | ↘ 99 |

## История
Датской помезельной книге 1241 года деревня упоминается как Kicko, в письменных источниках 1416 года — Kykko, 1694 года — Kick, 1726 года — Kicko.
На военно-топографических картах Российской империи (1846–1863 годы), в состав которой входила Эстляндская губерния, населённый пункт обозначен как Кикко.
В 1977 году, в период кампании по укрупнению деревень, с Кику были объединены деревни Кырбсе (эст. Kõrbse, 1796 — Kärpse, 1871 — Körpse) и Полли (эст. Polli).

## Происхождение топонима
Название поселения возникло ещё в XIII веке, его основой, по предположению исследователя финских диалектов и прибалтийско-финских языков Лаури Кеттунена, было личное имя или производное от слова кикк ~ кику (эст. kikk — kiku) — «кусок», «штука». Позже имя Кику как название хутора появилось на Сааремаа, в Пярну-Яагупи и Вяйке-Маарья.